# Sergio Archangelsky
Sergio Archangelsky (ur. 27 marca 1931 w Casablance, zm. 10 lipca 2022 w Argentynie) – argentyński paleobotanik.

## Życiorys i praca naukowa
Urodził się w Casablance w Maroku, ale w młodym wieku przeprowadził się z rodzicami do Argentyny. W 1954 r. na Uniwersytecie w Buenos Aires uzyskał tytuł magistra geologii, a w 1957 doktorat. W latach 1955–1961 wykładał i prowadził badania naukowe w Narodowym Uniwersytecie Tucumán, gdzie później został profesorem paleontologii i geologii. Dzięki stypendium British Council mógł odwiedzić Wielką Brytanię, gdzie spędził czas pracując na Uniwersytecie w Glasgow, Uniwersytecie w Reading i Muzeum Historii Naturalnej w Londynie. W 1961 r. został członkiem CONICET i był profesorem paleobotaniki w Muzeum Nauk Przyrodniczych w La Plata. W latach 1975–1983 zorganizował i kierował Jednostką Paleobotaniki i Palinologii CIRGEO-CONICET. W 1984 r. był wybitnym profesorem wizytującym na Ohio State University w USA, a po powrocie pracował w Argentine Museum of Natural Sciences.
Prowadził badania w dziedzinie paleontologii (ponad 200 opublikowanych prac). W 1970 r. opublikowano jego podręcznik „Podstawy paleobotaniki”. Jako pierwszy zastosował ultracienkie sekcje i transmisyjną mikroskopię elektronową do kopalnych kutykuli. Opisał liczne nowe rodzaje kopalnych roślin, takie jak Mesodescolea, Mesosingeria, Ruflorinia, Ticoa, a także nową rodzinę kopalnych drzew iglastych (Ferugliocladaceae).
Przewodniczył towarzystwom naukowym i organizował konferencje w kraju i za granicą. Był promotorem 19 prac doktorskich na uniwersytetach Ameryki Łacińskiej i Argentyny. Otrzymał wiele nagród, m.in. Nagrodę Konex w dziedzinie botaniki (1993) i zasiadał w jury Nagród Konex w dziedzinie nauki i technologii (2003). zmarł w wieku 91 lat.
Przy nazwach naukowych utworzonych przez niego taksonów standardowo dodawany jest skrót jego nazwiska S. Archang. (zobacz: lista skrótów nazwisk botaników i mykologów).